# آوژن مائس
آوژن مائس (فرانسوی: Eugène Maës‎; ۱۵ سپتامبر ۱۸۹۰ – ۳۰ مارس ۱۹۴۵) بازیکن فوتبال اهل فرانسه بود.
از باشگاه‌هایی که در آن بازی کرده‌است می‌توان به باشگاه فوتبال کان اشاره کرد.
وی همچنین در تیم ملی فوتبال فرانسه بازی کرده‌است.